# 熊本鉄道郵便局
熊本鉄道郵便局（くまもとてつどうゆうびんきょく）とは、かつて熊本県熊本市に本局を置いていた郵便局である。

## 概要
鉄道郵便局は、日本の郵便局の種類の一つで、鉄道事業者に郵便車を運行させてこれに職員が乗務し、鉄道沿線の郵便局から継送される郵便物を輸送するとともに、郵便車内で郵便物をあて先地域別に区分する業務を行っていた。当局はそのうち九州島内の区間を担当した。

### 本局・分局
本局に管理部門が置かれるほか、各地の乗務・中継作業の拠点として主要ターミナル駅や分岐駅に分局が設置されていた。
- 本局 - 熊本県熊本市春日町1（熊本駅付近）
  - 1986年（昭和61年）廃止。
- 門司分局 - 福岡県北九州市門司区中町（門司駅構内）
  - 1984年（昭和59年）廃止。
- 東小倉分局 - 福岡県北九州市小倉北区高浜1（東小倉駅付近） 
  - 東小倉輸送センターを経て1986年（昭和61年）廃止。東小倉輸送郵便局に移行。
- 大分分局 - 大分県大分市要町（大分駅構内）
  - 1984年（昭和59年）廃止。
- 鳥栖分局 - 佐賀県鳥栖市京町森園（鳥栖駅構内）
  - 1984年（昭和59年）廃止。
- 佐世保分局 - 長崎県佐世保市白南風町（佐世保駅構内）
  - 1984年（昭和59年）廃止。
- 鹿児島分局 - 鹿児島県鹿児島市中央町1（西鹿児島駅付近）
  - 1984年（昭和59年）廃止。
- 八代分局 - 熊本県八代市萩原栄町1（八代駅構内）
  - 1980年（昭和55年）廃止。
- 早岐分局 - 長崎県佐世保市早岐町（早岐駅構内）
  - 1984年（昭和59年）廃止。
- 都城分局 - 宮崎県都城市川東町（都城駅構内）
  - 1980年（昭和55年）廃止。

## 沿革
- 1903年（明治36年）3月 - 熊本を含む11の鉄道郵便局が開設されるが、年内に廃止[1]。
- 1910年（明治43年）10月 - 熊本鉄道郵便局（一等郵便局）を開局[1]。
- 1948年（昭和23年）2月25日 - 鉄道郵便乗務員の服務方法に関するGHQ指令[2]が発出され、職員配置の大幅な異動・所要の施設整備等を行うこととなる[3]。
  - 業務の合理化
    - 乗務行程の合理化
    - 複数の区間の乗務を兼務し循環服務する体制をやめ、原則として乗務区間ごとに乗務員の配置を固定
    - 本局等から乗務区間までの長距離の便乗の解消

  - 具体的には次のような対応がとられた。
    - 乗務区間に応じた地方の拠点（分局等）への職員の分散配置
    - 各地に職員住宅や乗務員事務室等の整備
    - 乗務行程見直しにより乗務員配置が難しくなる末端の支線等では取扱便から託送便への変更や専用自動車便への移行など

  - 当局では、本局の位置と所掌路線の関係から、特に熊本 - 鳥栖間等で職員の便乗移動が多く、職員分散配置による合理化が推進された。また、鉄道郵便線路6線路[4]が、取扱便から託送便に変更された。
- 1964年（昭和39年）9月18日 - 東小倉駅の小荷物・郵便拠点整備に伴い、東小倉分局を設置[5]。
- 1975年（昭和50年）3月 - 門司鹿児島西廻線に「東京門司線の乗務員を経由して運送する郵便物の区分特例」（東京門司線特例）を適用し、乗務員の郵便物区分方法・郵便物輸送体系の変更を行う[6]。
  - 1975年（昭和50年）3月の国鉄のダイヤ改正で鹿児島線の小荷物・郵便列車の停車駅が削減・集約されることに伴うもの。
  - 速達扱いを除き乗務員は郵便番号の上二けた目までによる地域別の区分を行うこととする。
  - 門司鹿児島西廻線沿線地域には、二けた地域ごとに地域内の区分を行う郵便局を「地域区分局」として指定し整備。
  - 門司鹿児島西廻線乗務員により二けた区分された郵便物は地域区分局へ送付し、地域区分局が三けた・五けた区分を行って自動車便で域内の各郵便局へ配送。
- 1980年（昭和55年）
  - 4月1日 - 都城分局を廃止[7]。
  - 10月1日 - 八代分局を廃止[8]。
- 1984年（昭和59年）2月1日 - 門司・東小倉・大分・鳥栖・佐世保・早岐・鹿児島の各分局を廃止[9]。東小倉分局の跡に東小倉輸送センターを設置[10]。
- 1986年（昭和61年）10月1日 - 熊本鉄道郵便局本局及び東小倉輸送センターを廃止[11]。東小倉輸送センターの跡に東小倉輸送郵便局を、久留米市御井町に久留米輸送郵便局を、それぞれ開局[12]。
- 1995年（平成7年）10月9日 - 久留米輸送郵便局を久留米東郵便局に改称し[13]、郵便物集配、貯金・保険業務の取り扱いを開始。
- 1999年（平成11年）7月5日 - 東小倉輸送郵便局を廃止し、業務を北九州中央郵便局に統合[14]。

## 取扱内容
- 鉄道郵便車に乗務し、車内で区分及び郵袋、小包の積み下ろし事務。
- 局舎や駅の郵便室で、郵便物の受け渡し・郵袋や小包の区分事務。